# Loi du 16 août 1947 portant amnistie
La loi no 47-1504 du 16 août 1947 portant amnistie est un texte législatif français portant amnistie de certaines infractions commises durant la Seconde Guerre mondiale.

## Champ d'application
La loi concerne un public assez large. Après les auteurs d’infractions diverses, les titres II et III s’adressent aux mineurs, et à « certaines catégories de délinquants », incluant des personnes épurées.
L’article 17 précise que l’amnistie s’applique aux seuls cas de personnes condamnées pour avoir écrit ou distribué des documents « contraires aux intérêts du peuple français » mais sans manquer à « leur devoir d’attachement à la France ». Le champ d’application est donc réduit aux auteurs et propagandistes de la Révolution nationale, excluant les défenseurs de la Collaboration.
L'article 20 concerne les colonies et leurs ressortissants. Il concerne les peines de dégradation nationale des Algériens, s’ils sont condamnés en Algérie, ainsi que toutes les peines relevant d’une simple obéissance aux directives de Vichy, s’ils sont condamnés en métropole.
La loi est votée le 16 avril 1946 mais n’est promulguée que le 16 août 1947. C’est le député du Soudan français Jean Silvandre qui introduit l’article qui concerne les condamnés pour la pseudo-mutinerie qui a donné prétexte au massacre de Thiaroye, disposition qui figure à l’article 39 alinéa 4 : « aux infractions commises en Afrique occidentale française en novembre 1944 par les militaires et anciens prisonniers condamnés à la suite des mutineries ».

## Modifications
La loi a été modifiée par la loi no 48-1184 du 22 juillet 1948, puis par la loi no 49-1110 du 2 août 1949.

## Effets de la loi d'amnistie
La loi a pour effet de faire sortir des établissements pénitentiaires français plusieurs milliers de détenus.

## Sources
1. 1 2  « Le massacre de Thiaroye, une synthèse par Armelle Mabon », Histoire coloniale et postcoloniale, sur histoirecoloniale.net, 13 avril 2015 (consulté le 3 juillet 2022).
2. ↑  Françoise Croset, « Cahier pour une histoire du massacre de Thiaroye », 2018, p. .

- Vincent Badie, Albert Koops, L’amnistie, la loi du 16 août 1947, Montpellier, 1947
- Jacques Monteil, L’amnistie du 16 août 1947, Dupont, Paris, 1948
- Revue Dalloz, 1947, p. 321